# Palácio da Soledade
O Palácio da Soledade é uma edificação histórica localizada na cidade do Recife, capital do estado de Pernambuco, Brasil. Abriga a Superintendência do Iphan em Pernambuco e o Museu de Arqueologia e Ciências Naturais da Universidade Católica de Pernambuco

## História
O Palácio da Soledade foi construído em 1764 para abrigar os bispos de Olinda. Tornou-se, depois, uma das estruturas do antigo Colégio Nóbrega, e do Liceu de Artes e Ofícios de Pernambuco, atual Liceu Nóbrega de Artes e Ofícios. O Palácio foi tombado pelo Instituto do Patrimônio Histórico e Artístico Nacional (Iphan) em 1938, e desde 2009 abriga a Superintendência do Instituto em Pernambuco, funcionando nos moldes do projeto Casa do Patrimônio. Em 2015, o Palácio torna-se abrigo também do Museu da UNICAP. O prédio é de responsabilidade da Universidade Católica de Pernambuco (Unicap), que compartilha a administração do edifício com o Iphan.